# رايو فايكانو ب
رايو فايكانو ب هو نادي كرة قدم في إسبانيا تأسس في 1956 يقع في مدريد.

## وصلات خارجية
- الموقع الرسمي